# Kruščica (Gospić)
Kruščica falu Horvátországban Lika-Zengg megyében. Közigazgatásilag Gospićhoz tartozik.

## Fekvése
Gospićtól légvonalban 18 km-re közúton 23 km-re északnyugatra a azonos nevű tó nyugati partján fekszik.

## Története
1527-ben a vidék több mint százötven évre török megszállás alá került. 1689-ben a terület felszabadult a török uralom alól és a szabaddá vált területre katolikus horvátok települtek. A falunak 1857-ben 335, 1910-ben 360 lakosa volt. A trianoni békeszerződés előtt Lika-Korbava vármegye Perušići járásához tartozott. Ezt követően előbb a Szerb-Horvát-Szlovén Királyság, majd Jugoszlávia része lett. A falut a Sklope vízierőmű építése során 1968 és 1971 között kitelepítették, házait, Szent Illés próféta tiszteletére szentelt templomával együtt a Kruščica-tó vizével árasztották el. A templom oltárát Aleksinicára vitték át, ma is ott található. A temető halottait a szomszédos Vaganacra szállították. Nyáron alacsony vízállás esetén a romok még jól láthatók a víz alatt. 1991-ben mindössze négy fő lakta, valamennyien horvátok. 1991-ben a független Horvátország része lett, a környező falvak szerb lakossága azonban ezt nem fogadta el. Még ez év őszén nagy mennyiségű robbanóanyagot helyeztek el az erőmű létesítményeiben, melyet október 9-én működésbe is hoztak. A robbanás lerombolta az épületek egy részét, megrongálta az emelőszerkezetet és elzárta a víz útját a turbinákhoz. A robbanóanyag egy része nem robbant fel, így nem keletkezett akkora katasztrófa. Zengg, a Velebit tengerpartja, a Rab és Pag-szigetek vezetékes ivóvíz nélkül maradtak. A horvát erők már a következő napokban benyomultak az erőmű területére és sikeresen kiverték onnan az ellenséget. Megkezdődött a megrongált emelőszerkezet és a zsilip javítása. A gyors helyreállítási munkáknak köszönhetően az erőmű egészen a háború végéig működött. A falunak 2011-ben már nem volt állandó lakossága.

## Lakosság
| Lakosság változása | Lakosság változása | Lakosság változása | Lakosság változása | Lakosság változása | Lakosság változása | Lakosság változása | Lakosság változása | Lakosság változása | Lakosság változása | Lakosság változása | Lakosság változása | Lakosság változása | Lakosság változása | Lakosság változása | Lakosság változása |
| ------------------ | ------------------ | ------------------ | ------------------ | ------------------ | ------------------ | ------------------ | ------------------ | ------------------ | ------------------ | ------------------ | ------------------ | ------------------ | ------------------ | ------------------ | ------------------ |
| 1857               | 1869               | 1880               | 1890               | 1900               | 1910               | 1921               | 1931               | 1948               | 1953               | 1961               | 1971               | 1981               | 1991               | 2001               | 2011               |
| 335                | 302                | 314                | 344                | 341                | 360                | 381                | 325                | 308                | 285                | 219                | 19                 | 2                  | 4                  | 0                  | 0                  |

## Nevezetességei
A Kruščica-tó egy mesterséges víztározó, melyet 1971-ben a Lika folyón épített gáttal létesítettek és az 1968 és 1970 között épített Sklope vízierőművet hivatott ellátni vízienergiával.